# Alakanuk Airport

i7
i11
i13
Der Alakanuk Airport (IATA-Code: AUK, ICAO-Code: PAUK) ist ein öffentlicher Flugplatz, welcher sich 2 km südwestlich der Gemeinde Alakanuk in der Kusilvak Census Area, Alaska, befindet.
Die amerikanische Luftfahrtbehörde verzeichnete für das Jahr 2010 insgesamt 3213 einsteigende Passagiere.

## Infrastruktur
Die Piste des Flugplatzes trägt die Bezeichnung 18/36, sie ist 671 Meter lang und 17 Meter breit und besteht aus Kies und Erde.
Ein neuer Flugplatz wird westlich des Städtchens gebaut, welcher den bestehenden Flugplatz ersetzen soll.